# Sacramento Kings 2004-2005
La stagione 2004-05 dei Sacramento Kings fu la 56ª nella NBA per la franchigia.
I Sacramento Kings arrivarono secondi nella Pacific Division della Western Conference con un record di 50-32. Nei play-off persero al primo turno con i Seattle SuperSonics (4-1).

## Roster
| N° | Naz.                           | Ruolo | Sportivo           | Anno | Alt. | Peso |
| -- | ------------------------------ | ----- | ------------------ | ---- | ---- | ---- |
| 00 | Stati Uniti (bandiera)         | C     | Greg Ostertag      | 1973 | 218  | 98   |
| 3  | Stati Uniti (bandiera)         | G     | Cuttino Mobley     | 1975 | 193  | 86   |
| 4  | Stati Uniti (bandiera)         | AC    | Chris Webber       | 1973 | 206  | 111  |
| 5  | Stati Uniti (bandiera)         | G     | Maurice Evans      | 1978 | 196  | 100  |
| 9  | Stati Uniti (bandiera)         | A     | Matt Barnes        | 1980 | 201  | 107  |
| 9  | Stati Uniti (bandiera)         | A     | Kenny Thomas       | 1977 | 201  | 118  |
| 10 | Stati Uniti (bandiera)         | G     | Mike Bibby         | 1978 | 185  | 86   |
| 13 | Stati Uniti (bandiera)         | GA    | Doug Christie      | 1970 | 198  | 91   |
| 15 | Stati Uniti (bandiera)         | A     | Erik Daniels       | 1982 | 203  | 97   |
| 16 | Serbia e Montenegro (bandiera) | GA    | Predrag Stojaković | 1977 | 206  | 100  |
| 23 | Stati Uniti (bandiera)         | G     | Kevin Martin       | 1983 | 201  | 84   |
| 24 | Stati Uniti (bandiera)         | G     | Bobby Jackson      | 1973 | 185  | 84   |
| 25 | Lituania (bandiera)            | A     | Darius Songaila    | 1978 | 206  | 112  |
| 33 | Stati Uniti (bandiera)         | A     | Michael Bradley    | 1979 | 208  | 111  |
| 34 | Stati Uniti (bandiera)         | A     | Corliss Williamson | 1973 | 201  | 111  |
| 50 | Stati Uniti (bandiera)         | G     | Eddie House        | 1978 | 185  | 82   |
| 52 | Stati Uniti (bandiera)         | C     | Brad Miller        | 1976 | 211  | 111  |
| 54 | Stati Uniti (bandiera)         | A     | Brian Skinner      | 1976 | 206  | 116  |

## Staff tecnico
- Allenatore: Rick Adelman
- Vice-allenatori: Bubba Burrage, Pete Carril, T.R. Dunn, Elston Turner